# キンドレッド
キンドレッド（kindred）とは文化人類学上の用語で、個人を中心に父方・母方の兄弟姉妹までを双方的にたどり、直接のいとこ（第1イトコ）までの親族の範囲を指す。
日本語で言う「シンルイ」（親類）、親戚の範囲は、親の兄弟姉妹にあたる直接のおじ（伯父、叔父）やおば（伯母、叔母）だけでなくその配偶者までも含んでいる点がキンドレッド（血族を中心に考える理念型としての定義）と異なるとする意見と各民族ごとに日常生活、生産活動、通過儀礼、冠婚葬祭などの互助、協力をする「シンルイ」としての認識の範囲が異なるのだから日本語の「シンルイ」、すなわち日本のその地域のキンドレッドであると考える研究者もいる。
後者の解釈で行くと、日本で言う「シンルイ」の範囲に近いのはアフリカ、スーダンのヌバ族やマレーシア領ボルネオ島サラワク地方の西端部に住む陸ダヤク族が近いと考えられる。また、日常生活、生産活動、通過儀礼、冠婚葬祭などの際に援助が期待でき、血讐などの互酬的な義務を負うこともある親しい血族、親族の範囲と考えることができる。言い換えれば保証人を頼める親族の範囲と考えることができる
もともとはイギリスの文化的背景のある「シンルイ」に相当する民俗語彙、そして法令用語としてウェールズ人の父系出自集団と血縁関係の双方の意味を持つ語として用いられてきた語であって概念の混乱が見られた。学説上、氏族や出自集団と区別できない用法で用いられてきたがグッディナフ（G.H.Goodenough）が「出自」とは祖先を中心として系的に（lineally）組織される概念とし、「キンドレッド」は、個人を中心として関係付けられるlateralな血縁関係者のカテゴリーであると区別した。